# Arês (ort)
Arês är en ort i Brasilien.   Den ligger i kommunen Arês och delstaten Rio Grande do Norte, i den östra delen av landet, 1 800 kilometer nordost om huvudstaden Brasília. Arês ligger 55 meter över havet och antalet invånare är 7 231.
Terrängen runt Arês är platt. En vik av havet är nära Arês österut. Närmaste större samhälle är São José de Mipibu, 15,8 kilometer nordväst om Arês.
Trakten runt Arês består till största delen av jordbruksmark. Runt Arês är det ganska tätbefolkat, med 86 invånare per kvadratkilometer.